# Frederik van Rappard
Willem Louis Frederik Christiaan van Rappard (Arnhem, 3 mei 1798 - Laren, 9 juni 1862) was een Nederlands politicus en jurist.
Hij behoorde in 1840 tot de gematigde conservatieven die bij de koning voorzichtig aandrongen op een beperkte grondwetsherziening. In 1848 was hij als Eerste Kamerlid echter tegenstander van de liberale grondwet. Begin 1848 was hij minister van Financiën in het laatste kabinet van het oude bewind. Na de Aprilbeweging van 1853 keerde hij terug in de Tweede Kamer en leidde hij een staatscommissie over de rechterlijke organisatie.
Van Rappard kwam via zijn huwelijk met Elisabeth Op ten Noort in bezit van het landgoed het Holtslag in Bronckhorst.
Naast politicus was Van Rappard ook jurist. Hij begon zijn juridische carrière in Den Haag als advocaat en werd later officier van justitie bij de rechtbank van Zutphen. Van 1 oktober 1838 tot 1 januari 1848 en later van 1 september 1849 tot zijn dood was hij president van het Provinciaal Gerechtshof in Arnhem.
Hij was de laatste die in Gelderland de doodstraf vonniste.
- Biografisch Portaal: 07939553
- Digitale Bibliotheek voor de Nederlandse Letteren: rapp007
- Nederlandse Thesaurus van Auteursnamen: 070680841
- Parlement.com: vg09ll5mdcy4
- Virtual International Authority File: 284284552
- WorldCat: E39PBJrwP993X3h8ktxTT9HBfq